# Outlaw Star
Outlaw Star (jap. 星方武侠アウトロースター Seihō Bukyō Outlaw Star) ist eine Manga-Serie von Takehiko Itō und dessen Morning Star Studio, die in Japan von 1996 bis 1999 erschien. Sie wurde unter anderem ins Deutsche übersetzt und als Anime-Fernsehserie adaptiert, die auch als Stellar Chivalry Outlaw Star bekannt wurde. Ab 1999 erschien der Ableger Hoshi Hō Yūgeki Tai Angel Links, der ebenfalls verfilmt wurde.

## Inhalt
Auf dem abgelegenen Planeten Sentinel III führen Gene Starwind und sein elfjähriger Partner und Hacker Jim Hawking eine kleine Werkstatt. Sie träumen davon, eines Tages genug Geld für ein eigenes Raumschiff zu haben. Hier am Rande des von Menschen bewohnten Universums herrscht Unordnung und die lose galaktische Allianz versucht, Gesetz und Ordnung in diese Region zu bringen. Gene ist zwar auch noch ein guter Schütze, gerät jedoch als Schürzenjäger immer wieder in Probleme, die ihren Traum fern bleiben lassen. Außerdem hat er Angst vor dem Weltraum, seit sein Vater vor langer Zeit auf einem Raumflug ums Leben kam. Dann bekommen die beiden den Auftrag, die attraktive Weltraumpiratin Hilda zu schützen, die auf der Suche nach einem wertvollen Artefakt ist. Zunächst sieht der Auftrag lukrativ aus und Gene glaubt, dass die Verfolger von Hilda auch für den Tod seines Vaters verantwortlich sind. Doch bald sind ihnen immer mehr Verfolger auf den Fersen: Nicht nur die Polizei, sondern auch andere Piraten, verärgerte Aliens und ein Auftragsmörder.
Das gesuchte Artefakt entpuppt sich bald als Computer namens Melfina in Gestalt eines künstlichen, aber süßen Mädchens, das in einem tiefen Schlaf liegt. Während die beiden noch gar nicht glauben können, wie wertvoll das schüchtern wirkende Androiden-Mädchen ist, stellt es sich als Schlüssel zum fortschrittlichen Raumschiff Outlaw Star heraus, das nächste Ziel von Hilda. Nur Melfina kann das Schiff steuern, das nun zum Gefährt der Gruppe wird. Doch bei einem der nächsten Angriffe wird Hilda getötet, als sie die Angreifer als Lockvogel vom Schiff ablenkt. All ihre Verfolger sind nun hinter den beiden Freunden her. Sie haben es wohl nicht nur auf das Schiff abgesehen, sondern auch auf die Geheimnisse, die es birgt. Die sollen zu einem sagenumwobenen Schatz namens Galactic Leyline führen. Daher kommt ihnen bald die Auftragsmörderin Suzuka in den Weg, die sich ihnen nach dem verlorenen Zweikampf gegen Gene jedoch kurzerhand anschließt, ebenso wie das Katzenmädchen Aisha Clanclan. Aisha stammt vom Volk der Ctarl-Ctarl und wurde auf Hilda angesetzt, jedoch nach ihrem Versagen verstoßen.

## Buch-Veröffentlichung
Der Manga erschien zunächst in Einzelkapiteln im Magazin Ultra Jump beim Verlag Shūeisha. Dieser brachte die Kapitel von August 1997 bis Januar 1999 in drei Sammelbänden heraus. Eine deutsche Übersetzung von Stephan Stürzer wurde von Mai bis Juni 2003 von Planet Manga veröffentlicht. Bei Planet Manga erschien auch eine italienische Fassung, bei Sharp Point Press eine chinesische.
In Japan erschien neben dem Manga noch eine Reihe von Light Novels. Sie wurden von Shūeisha unter dem Label Super Dash Bunko herausgegeben.
- Outlaw Star Ginga no Ryū Myaku Hen (OUTLAW STAR 銀河の龍脈編) von Katsuhiko Chiba mit Illustrationen von Takuya Saitō in 2 Bänden 1998 und 1999
- Unkai no El Dorado Seihō Bukyō Outlaw Star (雲海のエルドラド 星方武侠アウトロースター) von Miho Sakai mit Illustrationen von Takuya Saitō in 1 Band 2000

Im November 1998 erschien außerdem das Guidebook Muhōmono no Kioku – Seihō Bukyō Outlaw Star (無法者の記録―星方武侠アウトロースター) bei Fujimi Shobo.

## Anime-Fernsehserie
Beim Studio Sunrise entstand 1999 eine Umsetzung des Mangas als Anime für das japanische Fernsehen. Die Produktion wurde geleitet von Shinjiro Yokoyama von Bandai und Naotake Furusato von Sunrise. Regie führte Mitsuru Hongo und die Drehbücher schrieb Katsuhiko Chiba. Das Charakterdesign stammt von Takuya Saito und orientiert sich eng an der Vorlage, das Mechanical Design entwarfen Junya Ishigaki und Shoji Kawamori. Die künstlerische Leitung oblag Toshihisa Koyama. Für die Kameraführung waren Haruhiko Tsumura, Kazishi Torigoe und Kazushi Torikoshi verantwortlich. Bei der Adaption wurden im Vergleich zum Manga einige Änderungen vorgenommen: Die Fernsehserie ist nicht so freizügig wie die Vorlage und die Liaison zwischen Gene und Hilda wurde weggelassen. Während Hilda im Manga eine im Kern weiche, aber durch ihr Schicksal hart gewordene Frau ist, wird sie in der Verfilmung als eiskalte „Piratenbraut“ dargestellt, die niemanden an sich heran lässt.
Die 26 Folgen mit je 25 Minuten Laufzeit wurden vom 8. Januar bis zum 25. Juni 1998 von TV Tokyo auf einem Nachtsendeplatz gezeigt. Es folgten Fernsehausstrahlungen in den USA, Großbritannien, Spanien, Portugal und auf den Philippinen auf diversen Sendern sowie eine Videoveröffentlichung auf Französisch. Für die Ausstrahlung in den USA wurde die Serie nachbearbeitet und Nacktheit, Gewalt, Glücksspiel, Alkoholismus und Lüsternheit entfernt oder überdeckt. Die englische Fassung erschien auch auf VHS und DVD bei Bandai Entertainment.

### Synchronisation
| Rolle           | Japanische Stimme (Seiyū) |
| --------------- | ------------------------- |
| Melfina         | Ayako Kawasumi            |
| James Hawking   | Rica Matsumoto            |
| Gene Starwind   | Shigeru Shibuya           |
| Twilight Suzuka | Sayuri                    |
| Aisha Clanclan  | Yūko Miyamura             |

### Musik
Die Musik der Serie wurde komponiert von Kō Otani. Der Vorspann ist unterlegt mit dem rockigen Through the Night von Masahiko Arimachi und die Abspannlieder sind die Balladen Hiru no Tsuki und Tsuki no Ie von Arai Akino, unterlegt mit Strichzeichnungen aus den Episoden.

## Fortsetzung
1999 erschien der Ableger Hoshi Hō Yūgeki Tai Angel Links, ebenfalls geschrieben von Takehiko Itō und gezeichnet von Rikako Enomoto, im Magazin Dragon Jr. bei Kadokawa Shoten. Es folgte eine Umsetzung als Light Novel sowie noch 1999 eine Anime-Fernsehserie, die erneut bei Sunrise produziert wurde.

## Rezeption
In der Anime Encyclopedia wird die Geschichte als eher träge beschrieben, wobei die Autoren daher auf Klischeefiguren wie das Katzenmädchen setzen würden, um die Story etwas aufzulockern. Kämpfe würden durch die an Raumschiffe angebrachten Arme eher an mechanische Wrestling-Matches erinnern. Obwohl bisweilen guter Humor aufblitze, sei der Anime in Stil, Inhalt und Ausführung kein Vergleich zum deutlich besseren Cowboy Bebop. Die AnimaniA nennt das Charakterdesign des Mangas gewöhnungsbedürftig, da es wirke, als seien direkt die Rohskizzen verwendet worden. Der Zuschauer werde im Anime „von einem Kampf in den nächsten katapultiert“, die Serie sei also nichts für „Fans eher gemäßigter und handlungsgetriebener Animes“. Actionfans werde dafür viel geboten, auch einiger Humor sowie „jede Menge Charaktere, die zwar kaum etwas zur Story beitragen, aber für den ein oder anderen Lacher gut sind“. Oft geäußerter Kritik, die Serie habe außer Action nichts zu bieten, entgegnet man in der AnimaniA, dass Outlaw Star auch tiefgreifende emotionale Momente und einen Anflug von Melancholie biete. Die Handlung sei erstaunlich gut durchdacht, weder zu kompliziert noch zu einfach und die Charakterdesigns wirkten zwar unordentlich, hätten aber gerade dadurch eine besondere Wirkung. Trotz des späten Sendeplatzes in Japan werde auch nicht übermäßig Gewalt und Brutalität gezeigt und die Serie sei mit ihrem Humor eher für ein jugendliches Publikum zugeschnitten. Auch die späteren Folgen, so die Animerica, seien dank der originellen Einfälle der Autoren unterhaltsam, böten viel Witz und vertieften langsam die Beziehungen zwischen den Charakteren. Dabei werde auf die richtige Mischung von Ernsthaftigkeit und Humor gesetzt. Die Animationsqualität sei durchgängig exzellent. Damit sei Outlaw Star mehr als nur ein Abklatsch von Cowboy Bebop. Auch die Funime lobt die Serie als schönes Stück Science-Fiction-Fantasy und hebt die zur Handlung passende Musik hervor. Der Anime sei „jenen zu empfehlen, die SF und Fantasy mögen und Mechas nicht ganz abgeneigt sind“.